# 910
910 (CMX) fue un año común comenzado en lunes del calendario juliano, en vigor en aquella fecha.

## Acontecimientos
- 12 de junio: Batalla de Augsburgo, los húngaros derrotan al ejército franco oriental bajo el rey Luis IV de Alemania (el Niño), utilizando la famosa táctica de retirada fingida de los guerreros nómadas. El conde Gausbert, el verdadero comandante del ejército franco oriental (porque Luis IV tiene solo 16 años en este momento), muere en el combate.
- 22 de junio: Batalla de Rednitz, los húngaros derrotan al ejército franco oriental cerca del río Rednitz, matando a su líder Gebhard, duque de Lotaringia (Lorena). Después de la batalla, Luis IV de Alemania, junto con los ducados francos orientales Franconia, Lotaringia, Baviera y Sajonia, acuerda rendir homenaje al estado húngaro.
- El rey Alfonso III de Asturias se ve obligado a abdicar del trono y divide el reino entre sus tres hijos. El hijo mayor, García I, se convierte en rey de León. El segundo hijo, Ordoño II, rey en Galicia, mientras que el tercero, Fruela II, recibe a Asturias con Oviedo como su capital.
- 5 de agosto: Batalla de Tettenhall, el rey Eduardo el Viejo ataca a los reyes Eowils y Halfdan de Norse York. Los tres monarcas vikingos son asesinados en la batalla (una crónica menciona a un tercer hermano) y el ejército vikingo es derrotado decisivamente por las fuerzas aliadas de Mercia y Wessex.  Los co-reyes son sucedidos por Ragnall ua Ímair.
- Guillermo I de Aquitania dona tierras en Borgoña para la construcción de un monasterio benedictino dedicado a los santos Pedro y Pablo. La Abadía de Cluny, se convierte en la más grande de Occidente. En la carta fundacional, Guillermo renuncia a todos los derechos sobre el monasterio y nombra a Bernón de Baume como el primer abad de Cluny. Coloca el monasterio directamente bajo el control de la Sede Papal.
- Gabriel I de Alejandría se convierte en papa de la Iglesia Ortodoxa Copta en Alejandría.

## Nacimientos
- Adalberto, arzobispo de Magdeburgo (fecha aproximada).
- Aimar, religioso francés, abad de Cluny (m. 965)
- Alano II, conde de Poher y duque de Bretaña (m. 952)
- Eadgyth, princesa anglosajona y reina de Alemania (m. 946)
- Egill Skallagrímson, vikingo y escaldo popular (fecha aproximada)
- Ekkehardo I, monje de la Abadía de San Galo (m. 973)
- Fernán González, conde de Castilla (fecha aproximada)
- Fujiwara no Asatada, noble japonés (m. 966)
- Guillermo I, duque de Normandía (m. 942)
- Gunnhild, reina vikinga noruega (fecha aproximada)
- Hedwig, noble y regente franco (m. 965)
- Helena Lekapene, emperatriz bizantina (fecha aproximada)
- Herberto III, noble franco (fecha aproximada)
- Höskuldur Kollsson, caudillo vikingo y goði (m. 972)
- Juan XI, papa de la Iglesia católica (m. 935)
- Ma Yize, astrónomo musulmán (fecha aproximada)
- Minamoto no Saneakira, noble japonés (m. 970)
- Nilo el Joven, abad bizantino (m. 1005)
- Oda de Metz, noble alemana (m. 963)
- Ormur Þórisson, vikingo y bóndi islandés
- Sahl ben Matzliah, filósofo judío (m. 990)
- Teodora de Rossano, abadesa italiana, venerada como santa por la Iglesia católica (fecha aproximada, m. 980)
- Þiðrandi Ketilsson, vikingo y bóndi islandés (m. 958)
- Þorfinnr Hausakljúfr, caudillo vikingo nórdico, jarl de las Orcadas (m. 977)
- Þórir Þorsteinsson, vikingo y bóndi islandés
- Yan Xu, canciller chino (m. 967)

## Fallecimientos
- 26 de enero - Luo Yin, estadista y poeta chino
- 2 de junio - Richilde de Provenza, emperatriz franca
- 22 de junio:
  - Gebhard, noble franco
  - Gerhard I, noble franco
- 4 de julio - Luo Shaowei, señor de la guerra chino (n. 877)
- 31 de julio - Feng Xingxi, señor de la guerra chino
- 5 de agosto:
  - Eowils y Halfdan, caudillos vikingos, reyes de Northumbria
  - Ingwær, rey de Northumbria
- 20 de diciembre - Alfonso III, rey de Asturias (n. 852)
- 23 de diciembre - Naum de Preslav, escritor búlgaro
- Adelin, obispo de Séez (fecha aproximada)
- Andronikos Doukas, general bizantino (fecha aproximada)
- Atenulf I, príncipe lombardo
- Eustathios Argyros, general bizantino
- Ingólfur Arnarson, explorador y caudillo vikingo nórdico (n. 849)
- Isa al-Nushari, gobernador abasí
- Ishaq ibn Hunayn, médico abasí (o 911)
- Junayd Baghdadi, místico sufí persa (n. 835)
- Liu Shouwen, señor de la guerra y gobernador chino
- Lu Guangchou, señor de la guerra chino
- Mahendrapala I, rey de Gurjara-Pratihara (India)
- Muhammad ibn Tahir, gobernador abasí
- Muncimir, knyaz de Croacia
- Sosei, poeta waka japonés (n. 844)
- Torf-Einarr, caudillo vikingo y jarl de las Orcadas (n. 858)
- Wei Zhuang, poeta chino (n. 836)
- Yasovarman I, gobernante del Imperio Angkor